# Robin Bengtsson
Pour les articles homonymes, voir Bengtsson.
Robin Bengtsson, né le 27 avril 1990 à Svenljunga en Suède, est un chanteur suédois. En 2017, il remporte le Melodifestivalen avec I Can't Go On, chanson avec laquelle il représente la Suède au Concours Eurovision de la chanson 2017 à Kiev en Ukraine.

## Biographie
Robin Bengtsson né Hans Robin Gustav Bengtsson le 27 avril 1990 à Svenljunga est un chanteur suédois. En 2008 il participe à la version suédoise de la Nouvelle Star, où il termine en troisième position.
En 2009, il signe avec le label Merion Music et publie le single Another Lover's Gone. Bengtsson a également été l'invité de Katrin Zytomierska dans le programme TV Idol 2008: Eftersnack  et le programme de ZTV Sexuellt.
En 2010, Robin participe à la chanson de charité Wake Up World pour Hjälp Haiti avec Karl Martindahl et Daniel "The Moniker" Karlsson. Il a également chanté Long Long Night avec Kim Fransson. Robin Bengtsson a aussi été candidat à la version scandinave de Wipeout, atteignant la finale et terminant second.
En septembre 2013, Bengtsson a sorti son premier single sous son nouveau nom de scène B Robin intitulé I Don't Like to Wait. En janvier 2014 il publie le single Fired avec J-SON comme invité.
Bengtsson a également publié l'EP Sleep On It en 2014 avec des chansons comme I Don't Like to Wait, Fired et Sleep on It.

### Participation au Melodifestivalen 2016
En 2016, Robin Bengtsson participe au Melodifestivalen 2016 avec la chanson Constellation Prize. Il se produit lors de la  première demi-finale à Göteborg et se classe 1er avec 949 535 votes, se qualifiant pour la finale. Lors de la finale qui a lieu le 12 mars 2016 à la Friends Arena de Stockholm, il se classe à la cinquième place avec 83 points, derrière le gagnant Frans et son titre If I Were Sorry.

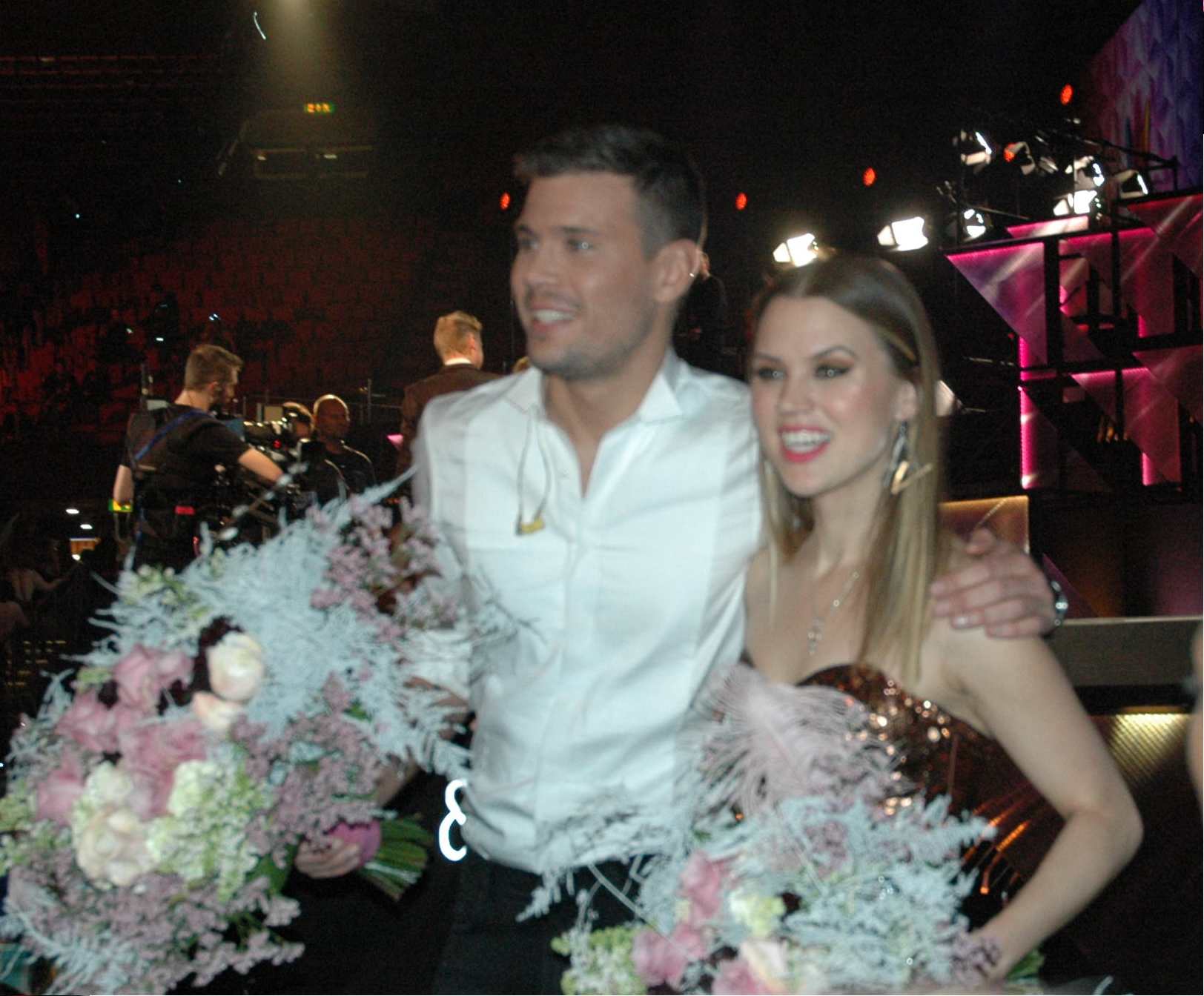
Robin Bengtsson et Ace Wilder, qualifiés directement pour la finale du MF 2016 à Göteborg

### Melodifestivalen 2017 et participation à l'Eurovision
Le 30 novembre 2016, Bengtsson est annoncé comme participant au Melodifestivalen 2017 avec la chanson I Can't Go On. Il participe à la troisième demi-finale à Växjö où il se qualifie directement pour la finale.
Le 11 mars 2017, il remporte le festival avec 146 points, se classant premier du classement des jurys internationaux et troisième du télévote suédois. Il devance ainsi Nano et est sélectionné pour représenter la Suède au concours Eurovision de la Chanson 2017 à Kyïv en Ukraine.

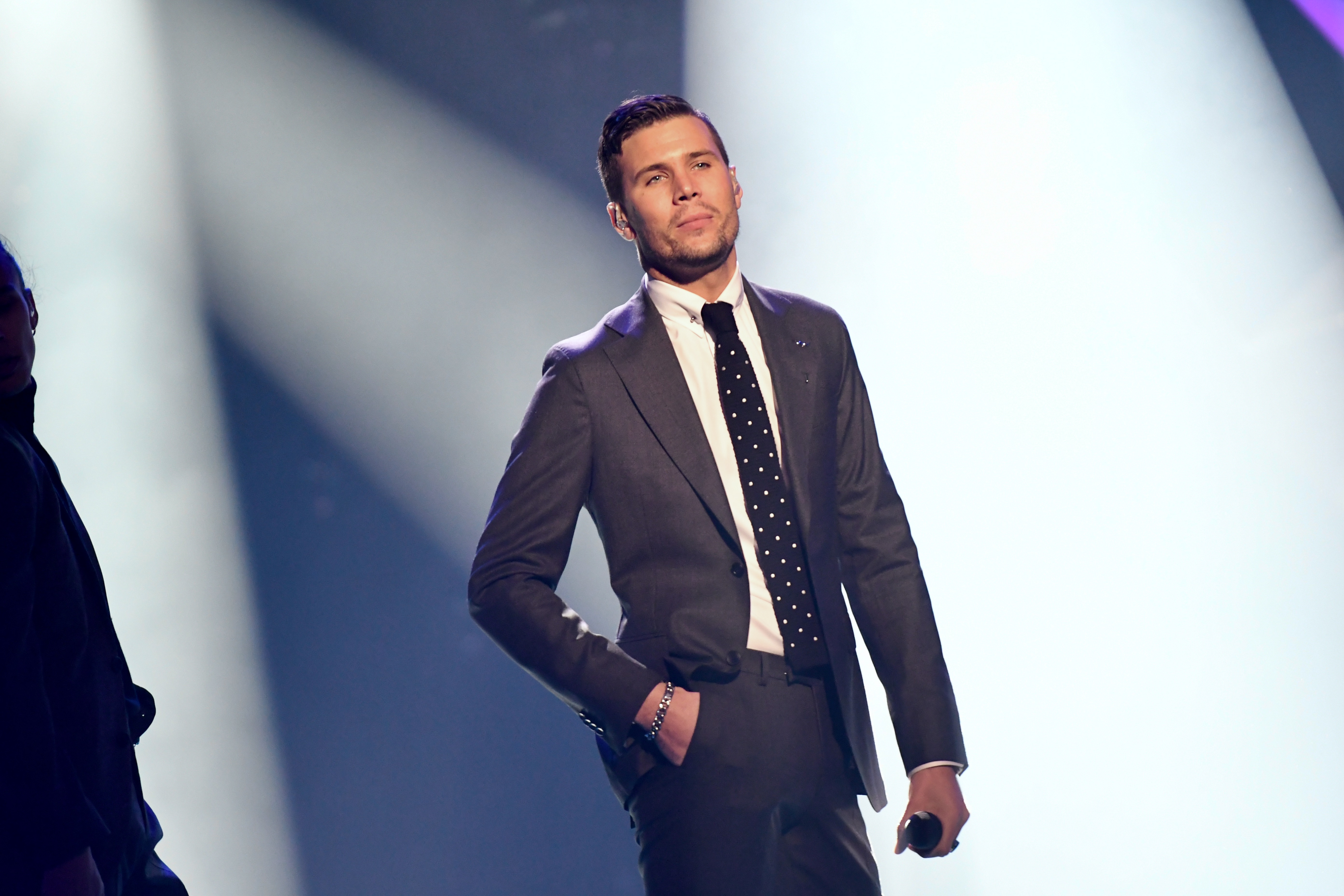
Robin Bengtsson interprétant I Can't Go On au Melodifestivalen 2017

Robin participe à la première demi-finale de l'Eurovision 2017 qui a lieu le mardi 9 mai 2017 et se clase 3ème  avec 227 points, se qualifiant pour la finale,. Lors de la finale le 13 mai 2017, il se produit en 24ème position dans l'ordre de passage et se classe en cinquième position avec 344 points derrière la Belgique, la Moldavie, la Bulgarie et le Portugal, vainqueur de cette édition 2017.

### Melodifestivalen 2020
Le 26 novembre 2019, Robin Bengtsson est choisi avec 27 autres participants pour participer  au Melodifestivalen 2020 avec sa chanson Take a Chance.
Il participe à la première demi-finale qui a eu lieu le 1er février 2020, à la Saab Arena de Linköping et se classe 2e sur 7, se qualifiant donc pour la finale.
Lors de la finale qui a lieu le 7 mars 2020 à la Friends Arena, il se classe 8e sur 12 avec 63 points au total. Cette édition 2020 du Melodifestivalen est remportée par le groupe The Mamas avec leur chanson Move.

## Discographie

### Singles
- 2009 : Robin – Another lover's gone
- 2010 : Robin feat. Kim – Long Long Night
- 2012 : Byz feat. Kriss & Robin Bengtsson – Tjena, Tjena Tjena
- 2012 : Robin Bengtsson – Cross the Universe
- 2013 : B Robin – I don't like to wait
- 2014 : B Robin – Fired (feat. J-SON)
- 2014 : B Robin – Sleep on It
- 2016 : Robin Bengtsson – Constellation Prize (Melodifestivalen 2016)
- 2017 : Robin Bengtsson – I Can't Go On (Melodifestivalen 2017) (Chanson gagnante)
- 2020 : Robin Bengtsson – Take a Chance (Melodifestivalen 2020)

### EP
- 2014 : B Robin - Sleep on It